# Madera Acres
Madera Acres es un lugar designado por el censo ubicado en el condado de Madera, California, Estados Unidos. Según el censo de 2020, tiene una población de 9162 habitantes.
En los Estados Unidos, un lugar designado por el censo (traducción literal de la frase en inglés census-designated place, CDP) es una concentración de población identificada por la Oficina del Censo de los Estados Unidos exclusivamente para fines estadísticos. 

## Geografía
Está ubicado en las coordenadas 37°0′44″N 120°4′48″O / 37.01222, -120.08000 (37.012287, -120.079905). Según la Oficina del Censo, tiene un área total de 18,86 km², correspondientes en su totalidad a tierra firme.

## Demografía
Según la Oficina del Censo, en 2000 los ingresos medios por hogar en la zona eran de $45,438 y los ingresos medios por familia eran de $45,633. Los hombres tenían unos ingresos medios de $34,731 frente a los $22,734 para las mujeres. La renta per cápita para la localidad era de $15,003. Alrededor del 10.4% de la población estaban por debajo del umbral de pobreza.
De acuerdo con la estimación 2015-2019 de la Oficina del Censo, los ingresos medios por hogar en la zona son de $88,482 y los ingresos medios por familia son de $87,135. Los ingresos per cápita de la localidad en los últimos doce meses, medidos en dólares de 2019, son de $29,479. Alrededor del 7.7% de la población está por debajo del umbral de pobreza.
Según el censo de 2020, el 35.70% de los habitantes son blancos, el 2.10% son afroamericanos, el 1.30% son asiáticos, el 3.67% son amerindios, el 37.64% son de otras razas y el 19.59% son de una mezcla de razas. Del total de la población, el 74.62% son hispanos o latinos de cualquier raza.